# Pennaria grandis
Pennaria grandis is een hydroïdpoliep uit de familie Pennariidae. De poliep komt uit het geslacht Pennaria. Pennaria grandis werd in 1928 voor het eerst wetenschappelijk beschreven door Kramp. 